# رانیا عبدالله
رانیا فیصل صدقی یاسین ملقب به ملکه رانیا (به عربی: الملكة رانيا العبد الله)، همسر ملک عبدالله دوم و ملکه اردن است.

## ابتدای زندگی و تحصیلات
در تاریخ ۳۱ اوت ۱۹۷۰ از پدر و مادر فلسطینی‌تبار، در شهر کویت به دنیا آمد. پدر و مادر او اهل طولکرم فلسطین بودند.
رانیا یاسین تحصیلات ابتدایی و متوسطه را در مدرسهٔ انگلیسی کویت گذراند و در سال ۱۹۹۱ از دانشگاه آمریکایی قاهره در رشتهٔ مدیریت بازرگانی فارغ‌التحصیل شد. ملکه رانیا همچنین برای مدّتی در کمپانی‌های سیتی‌بانک و اپل مشغول به کار بوده است. وی در سال ۱۹۹۵ در مقطع کارشناسی ارشد در رشتهٔ مدیریت از دانشگاه ژنو سوئیس فارغ‌التحصیل شد. او علاوه بر زبان عربی به زبان‌های انگلیسی و فرانسوی مسلط است.

## ازدواج
آشنایی ملکه رانیا با ملک عبدالله دوم در ژانویه ۱۹۹۳ طی یک مراسم شام صورت گرفت.
پس از دو ماه، وی به نامزدی شاهزاده عبدالله دوم درآمد و بالاخره در تاریخ ۱۰ ژوئن ۱۹۹۳ (۲۰ خرداد ۱۳۷۲ خورشیدی)در کاخ زهران با یکدیگر ازدواج نمودند. ازدواج ایشان به عنوان تعطیل ملی در نظر گرفته می‌شود و این زوج هم‌اکنون دارای چهار فرزند به نام‌های زیر هستند:
- شاهزاده بلافصل حسین بن عبدالله دوم (به عربی: الأمير الحسين بن عبدالله الثاني)، متولد ۲۸ ژوئن ۱۹۹۴ در مرکز پزشکی ملک حسین در امان، که با رجوه الحسین ازدواج کرده است
- شاهدخت ایمان ،عربی: إيمان بنت عبدالله متولد ۲۷ سپنامبر ۱۹۹۶
- شاهدخت سلما، عربی: سلمی بنت عبدالله;متولد ۲۶ سپتامبر ۲۰۰۰
- شاهزاده هاشم، عربی: هاشم بن عبدالله; متولد ۳۰ ژانویه ۲۰۰۵

عبدالله در ۷ فوریه ۱۹۹۹ (۱۸ بهمن ۱۳۷۷ خورشیدی) بر تخت پادشاهی اردن نشست و در ۲۲ مارس ۱۹۹۹ (۲ فروردین ۱۳۷۸ خورشیدی) رانیا را به عنوان ملکه اردن معرفی نمود.

## فعالیت‌ها
از زمان ازدواج، ملکه رانیا از موقعیت خود برای دفاع از بخشهای مختلف جامعه در اردن و فراتر از آن استفاده کرده است. وی به عنوان یک چهره جهانی و یکی از ۱۰۰ زن با نفوذ در جهان، تلاش و انرژی خود را معطوف به بهبود موضوعات مختلف در سطح محلی و بین‌المللی از جمله آموزش و بهداشت کرده است.
ملکه رانیا چندکتاب داستان برای کودکان به چاپ رسانده است. او در چند شبکه اجتماعی فالورهای زیادی داردویکی از ستارگان شبکه‌های اجتماعی جهان عرب به‌شمار می‌آید. ملکه رانیا در کنفرانس‌های متعدد سخنرانی کرده است.او همواره در سفر های رسمی همسرش را همراهی میکند.

### آموزش
طی چند سال گذشته، ملکه رانیا چندین اقدام در زمینه آموزش و یادگیری را پایه‌گذاری کرده است. او در ژوئیه ۲۰۰۵، با همکاری وزارت آموزش و پرورش، جایزه‌ای سالانه برای معلمان نمونه، در نظر گرفت. ملکه رئیس اولین موزه تعاملی کودکان اردن است. هدف آن تشویق و پرورش یادگیری مادام العمر برای کودکان و خانواده‌های آنها است که در مه ۲۰۰۷ تأسیس شده است.

### بهداشت
در سال ۲۰۱۱، اولین ساختمان پزشکی ویژه کودکان در اردن به نام بیمارستان کودکان ملکه رانیا ساخته شد که علاوه بر فناوری‌های برجسته پزشکی و پرسنل پزشکی متخصص و ماهر، با ساخت و ساز پیشرفته، در بالاترین استانداردهای بین‌المللی است. این بیمارستان در نتیجه یک ضرورت فوری برای بهبود خدمات پزشکی برای کودکان اردنی تأسیس شد. این بیمارستان آخرین تحولات در علوم مدرن را برای مراقبت از کودکان، به ویژه موارد پزشکی پیچیده فراهم می‌کند. در این بیمارستان علاوه بر انجام عمل‌های آندوسکوپی، پیوند اعضا مانند پیوند مغز استخوان، پیوند کلیه، پیوند کبد و حلزون گوش نیز وجود دارد.

## افتخارات و سوابق
ملکه رانیا از جمله طرفداران حقوق زنان است. در سال ۲۰۰۴ نشان کلنل ارتش اردن، از سوی همسرش پادشاه عبدالله دوم به وی اعطا گردید.
در سال ۲۰۱۱ از سوی مجلهٔ هارپر و ملکه به عنوان زیباترین بانوی اول دنیا شناخته شد. نام ملکه رانیا همچنین در سال ۲۰۰۵ در میان ۱۰۰ زن قدرتمند دنیا به انتخاب مجله فوربز، در رتبهٔ ۸۰ فهرست به چشم می‌خورد. او یکی از حامیان خانه‌های مد خاورمیانه است.

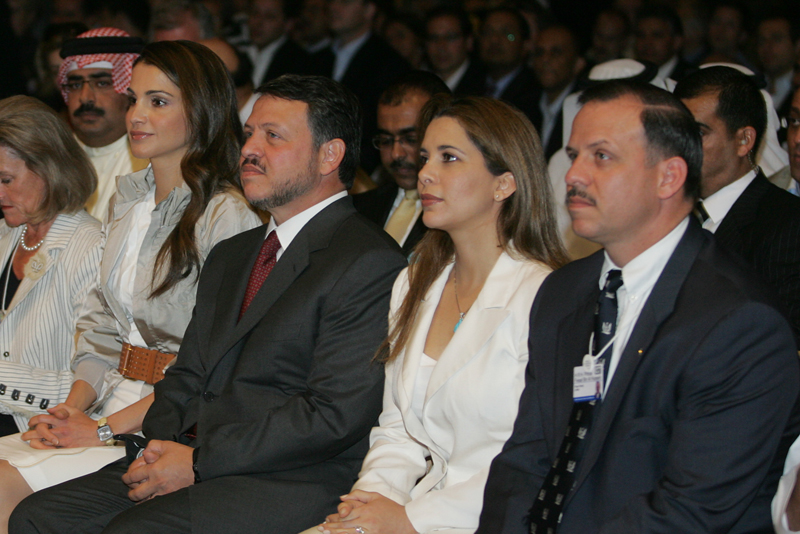
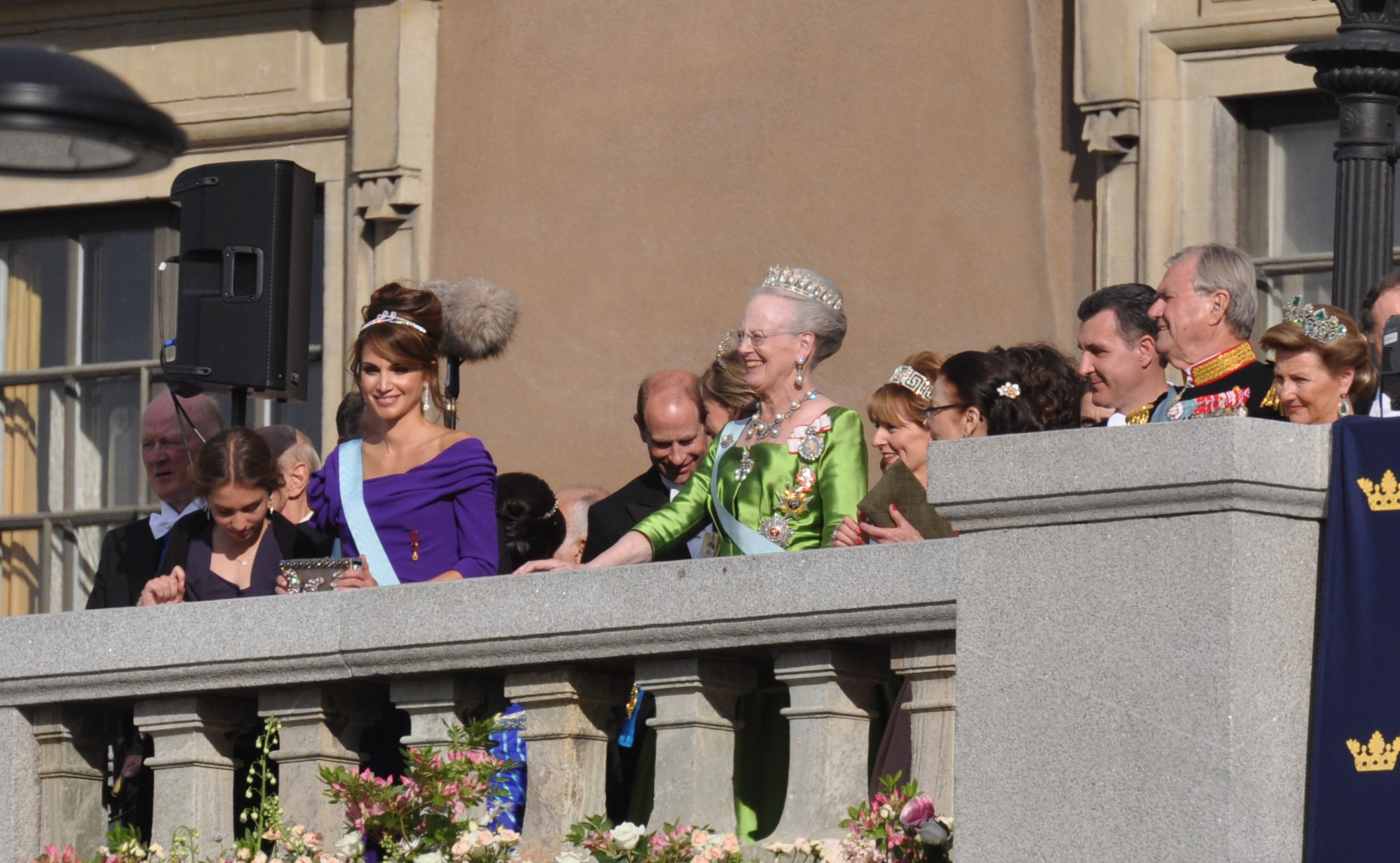
ملکه رانیا در مراسم ازدواج ویکتوریا، ولیعهد سوئد
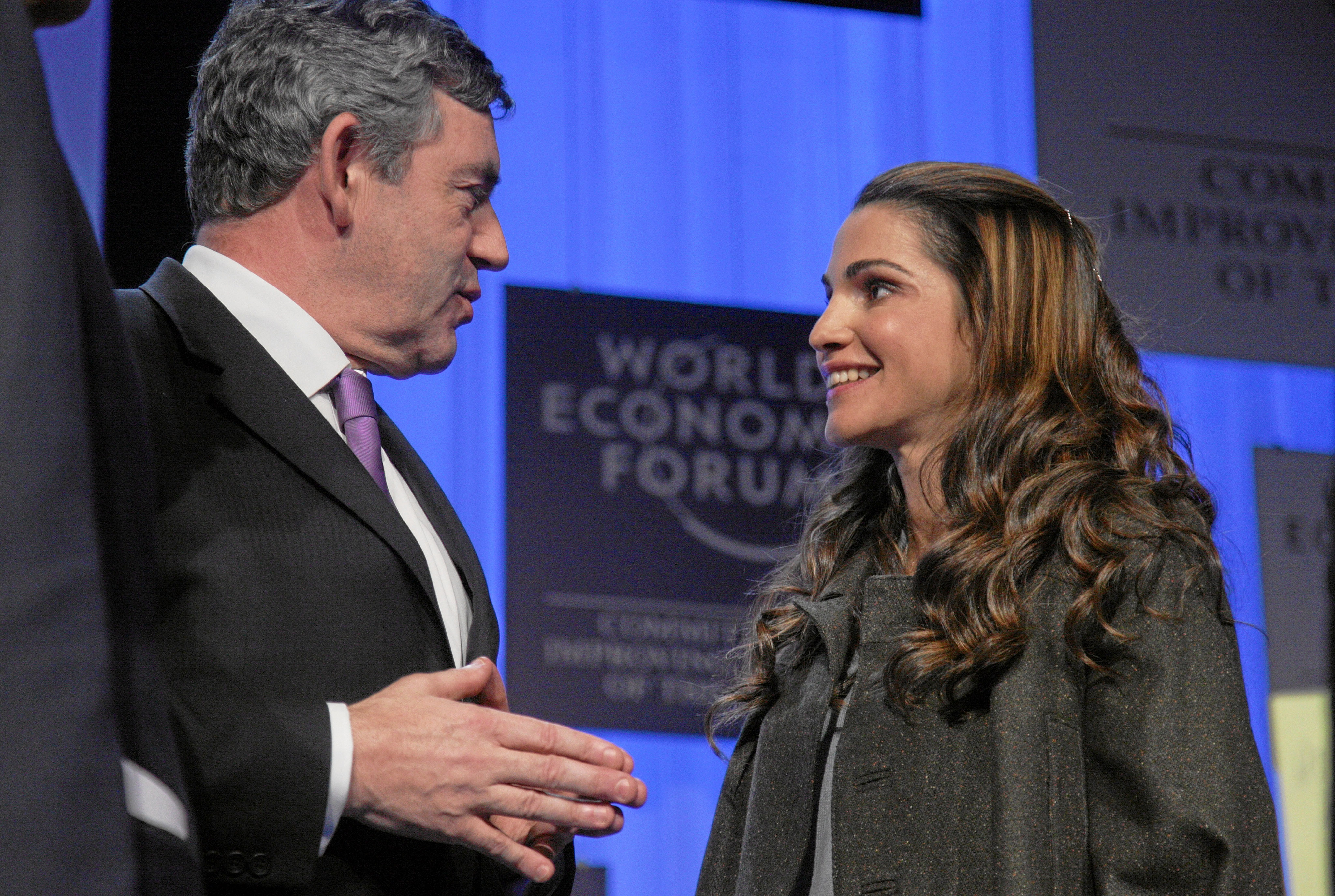
گوردون براون و رانیا عبدالله